# Eutelia ablatrix
Eutelia ablatrix är en fjärilsart som beskrevs av Achille Guenée 1852. Eutelia ablatrix ingår i släktet Eutelia och familjen nattflyn. Inga underarter finns listade i Catalogue of Life.